# Marcial del Adalid
Marcial del Adalid, (La Coruña, 24 de agosto de 1826 - Lóngora, Oleiros (La Coruña), 16 de octubre de 1881) fue un compositor español.
Comenzó sus estudios musicales en su ciudad natal donde empezó ya a componer. En 1844 viaja a París con la intención de estudiar con Frédéric Chopin, pero esto no llegó a suceder. Se traslada a Londres, donde de 1844 a 1849 estudia con Ignaz Moscheles. De vuelta en París, parece ser que recibió consejos de Franz Liszt. Era hombre de notable cultura literaria, y en muchas de sus obras se citan a conocidas figuras del Romanticismo, como José de Espronceda, Alphonse de Lamartine, Lord Byron. De vuelta a España vivió algunos años en Madrid y después de un viaje a París donde intentó infructuosamente estrenar su ópera Inese e Bianca, con libreto italiano de Achille de Lauzières, se retiró a su palacio de Lóngora, donde residió componiendo hasta su muerte un tanto apartado de la vida musical.
Esta ópera fue estrenada modernamente por la Universidad de La Coruña el 21 de abril de 2007 en versión de concierto.
Su obra está principalmente compuesta para piano y muestra influencia de Frédéric Chopin, al mismo tiempo que muestra preocupación por la música gallega, como en Cantares Viejos y Nuevos de Galicia. Reunió folclore gallego para el Cancionero de Inzenga y en algunas de sus obras pianísticas usa algunos de estos temas.

## Su obra

### Obra escénica
- Inés e Bianca.
- Pedro Madruga

### Orquesta
- Varias marchas para orquesta
- Serenata para orquesta de cuerdas

### Piano
- 3 sonatas.
- 2 Sonatinas para piano a cuatro manos.
- Nocturnos.
- Baladas.
- Impromptus.
- Elegías.
- Romanzas sin palabras
- Enfantillages
- 4 Scherzos op. 24

Música de cámara:
- Cuarteto de cuerdas
- Sonata en mi bemol para violín y piano.

### Canciones
- 25 Cantares viejos y nuevos de Galicia sobre poemas de Fanny Garrido.
- Un centenar de mélodies francesas sobre poemas de Lamartine, Victor Hugo, etc.
- Lied sobre Goethe
- Otras canciones en español, italiano y latín.
- Motetes corales en latín.